# Tournoi des Cinq Nations 1954
Navigation
Tournoi 1953 Tournoi 1955
Le Tournoi des Cinq Nations 1954 (du 9 janvier au 10 avril 1954) voit la toute première victoire de la France, partagée à égalité avec l'Angleterre et le pays de Galles.
Il s'agit du vingt-cinquième Tournoi des Cinq Nations et du soixantième tournoi britannique.

## Classement
| Rang | Nations        | J | V | N | D | PP | PC | Δ   | Pts |
| ---- | -------------- | - | - | - | - | -- | -- | --- | --- |
| 1    | Pays de Galles | 4 | 3 | 0 | 1 | 52 | 34 | +18 | 6   |
| 1    | Angleterre (T) | 4 | 3 | 0 | 1 | 39 | 23 | +16 | 6   |
| 1    | France         | 4 | 3 | 0 | 1 | 35 | 22 | +13 | 6   |
| 4    | Irlande        | 4 | 1 | 0 | 3 | 18 | 34 | -16 | 2   |
| 5    | Écosse         | 4 | 0 | 0 | 4 | 6  | 37 | -31 | 0   |

- Légende :

J matches joués, V victoires, N matches nuls, D défaites

PP points marqués, PC points encaissés, Δ différence de points

Pts points de classement (2 points pour une victoire, 1 point en cas de match nul, zéro pour une défaite)

T Tenante du titre 1953.
- Les meilleures attaque et différence de points sont pour le pays de Galles, tandis que la meilleure défense revient à la France.

## Résultats
Chacun des dix matches est joué un samedi sur neuf dates :
| Édimbourg, 9 janvier 1954 | Écosse         | 00 - 3  | France         |
| Londres, 16 janvier 1954  | Angleterre     | 09 - 6  | Pays de Galles |
| Colombes, 23 janvier 1954 | France         | 08 - 0  | Irlande        |
| Londres, 13 février 1954  | Angleterre     | 14 - 3  | Irlande        |
| Belfast, 27 février 1954  | Irlande        | 06 - 0  | Écosse         |
| Dublin, 13 mars 1954      | Irlande        | 09 - 12 | Pays de Galles |
| Édimbourg, 20 mars 1954   | Écosse         | 03 - 13 | Angleterre     |
| Cardiff, 27 mars 1954     | Pays de Galles | 19 - 13 | France         |
| Colombes, 10 avril 1954   | France         | 11 - 3  | Angleterre     |
| Swansea, 10 avril 1954    | Pays de Galles | 15 - 3  | Écosse         |

## Les matches de l'équipe de France
Feuilles de match des quatre rencontres de la France :

### Écosse - France
Le match d'ouverture du Tournoi 1954 est une quatrième victoire consécutive de la France sur l'Écosse :
| 9 janvier 1954 Beau temps | Écosse | 00 - 3 (0-0)         | France | Murrayfield, Édimbourg Bon terrain 60 000 spectateurs Arbitre : I David |
| 9 janvier 1954 Beau temps |        | Essai(s) : Brejassou |        | Murrayfield, Édimbourg Bon terrain 60 000 spectateurs Arbitre : I David |
| 9 janvier 1954 Beau temps |        |                      |        | Murrayfield, Édimbourg Bon terrain 60 000 spectateurs Arbitre : I David |

### France - Irlande
Pour son deuxième match, l'équipe de France bat l'Irlande pour la première fois depuis 1949 :
| 23 janvier 1954 Froid et ensoleillé | France                                             | 08 - 0 (0-0) | Irlande | Stade Yves-du-Manoir, Colombes Bon terrain 29 390 spectateurs Arbitre : A Dickie |
| 23 janvier 1954 Froid et ensoleillé | Essai(s) : 2 M Prat Transformation(s) : 1/2 J Prat |              |         | Stade Yves-du-Manoir, Colombes Bon terrain 29 390 spectateurs Arbitre : A Dickie |
| 23 janvier 1954 Froid et ensoleillé |                                                    |              |         | Stade Yves-du-Manoir, Colombes Bon terrain 29 390 spectateurs Arbitre : A Dickie |

### Pays de Galles - France
Dans leur troisième match, les Français s'inclinent pour la deuxième année consécutive face aux Gallois :
| 27 mars 1954 Temps ensoleillé | Pays de Galles                                                                            | 19 - 13 (5-5) | France                                                                        | Arms Park, Cardiff Bon terrain 60 000 spectateurs Arbitre : A Dickie |
| 27 mars 1954 Temps ensoleillé | Essai(s) : 2 G Griffiths W Williams Transformation(s) : 2 V Evans Pénalité(s) : 3 V Evans |               | Essai(s) : 2 Martine Baulon Transformation(s) : 2 J Prat Pénalité(s) : J Prat | Arms Park, Cardiff Bon terrain 60 000 spectateurs Arbitre : A Dickie |
| 27 mars 1954 Temps ensoleillé |                                                                                           |               |                                                                               | Arms Park, Cardiff Bon terrain 60 000 spectateurs Arbitre : A Dickie |

### France - Angleterre
Le Crunch est cette année l'occasion de la sixième victoire de la France sur sa voisine d'outre-Manche :
| 10 avril 1954 Beau temps | France                                                                         | 11 - 3 (3-3) | Angleterre          | Stade Yves-du-Manoir, Colombes Bon terrain 37 690 spectateurs Arbitre : I David |
| 10 avril 1954 Beau temps | Essai(s) : 2 A Boniface M Prat Transformation(s) : 1/2 J Prat Drop(s) : J Prat |              | Essai(s) : D Wilson | Stade Yves-du-Manoir, Colombes Bon terrain 37 690 spectateurs Arbitre : I David |
| 10 avril 1954 Beau temps |                                                                                |              |                     | Stade Yves-du-Manoir, Colombes Bon terrain 37 690 spectateurs Arbitre : I David |